# قطعنامه ۸۵ شورای امنیت
قطعنامه ۸۵ شورای امنیت سازمان ملل متحد که در تاریخ ۳۰ جولای ۱۹۵۰ (۸ مرداد۱۳۲۹) تصویب شد، سندی بین‌المللی دربارهٔ شکایت تجاوز به جمهوری کره است. این قطعنامه طی نشست ۴۷۹ ام با ۹ رای موافق، ۰ مخالف و ۱ ممتنع تصویب شد.